# 美洲獾
美洲獾，是產于北美洲的一種獾，為美洲獾屬下唯一的物種。其与獾外貌相似，但属于不同种。
美洲獾主要生活在美國中西部、加拿大中部和墨西哥北部，喜歡便于挖穴的乾燥深层土壤，例如開闊的大草原地區。

## 分类
美洲獾属于鼬科，这科有着许多肉食性哺乳动物，比如鼬属、鼬属、蒙眼貂、貂熊。 美洲獾属于Taxidiinae（獾的三个亚科之一），其他两个亚科之一是Melinae（含9个种，包括獾）、另一为Mellivorinae（蜜獾）。与美洲獾亲缘关系最相近的是生活在史前的Chamitataxus。
现存亚种包括被提名的：“T. t. taxus”，此物种发现于加拿大中部、美国中部；“T. t. jacksoni”发现于五大湖南部、安大略省南部；“T. t. jeffersoni”发现于英属哥伦比亚省、美国西部；“T. t. berlandieri”发现于美国西南部、墨西哥北部。   亚种的分布有很多重叠的地区，在重叠的地区种，生活着介于两者之间的物种。
在墨西哥，这种动物被称为“tlalcoyote”（西班牙语对应单词为“tejón”），但是因为獾和Coati在当地都有分布，在当地此词汇也用来称呼Coati。

## 描述
美洲獾有着像大多数獾一样相同的特征；有着敦厚、低矮的身体、粗短但强壮的四肢，其最具特点的是外形硕大的前爪（最长有5 cm）和头部独特的印记。体型上，雄性略大于雌性，雄性体长一般在60、75 cm（23.5、29.5英寸）。它们体重一般达到6.3至7.2（14至16磅），雄性体重最大可达8.6（19磅）。“T. t. jeffersonii”这样生活在（美国）北部的亚种比南部生活的亚种更重。在食物充裕的秋天，成年雄性美洲獾能达到11.5至15（25至33磅）重。 在一些生活在北方的种群中，雌性平均体重可达9.5（21磅）

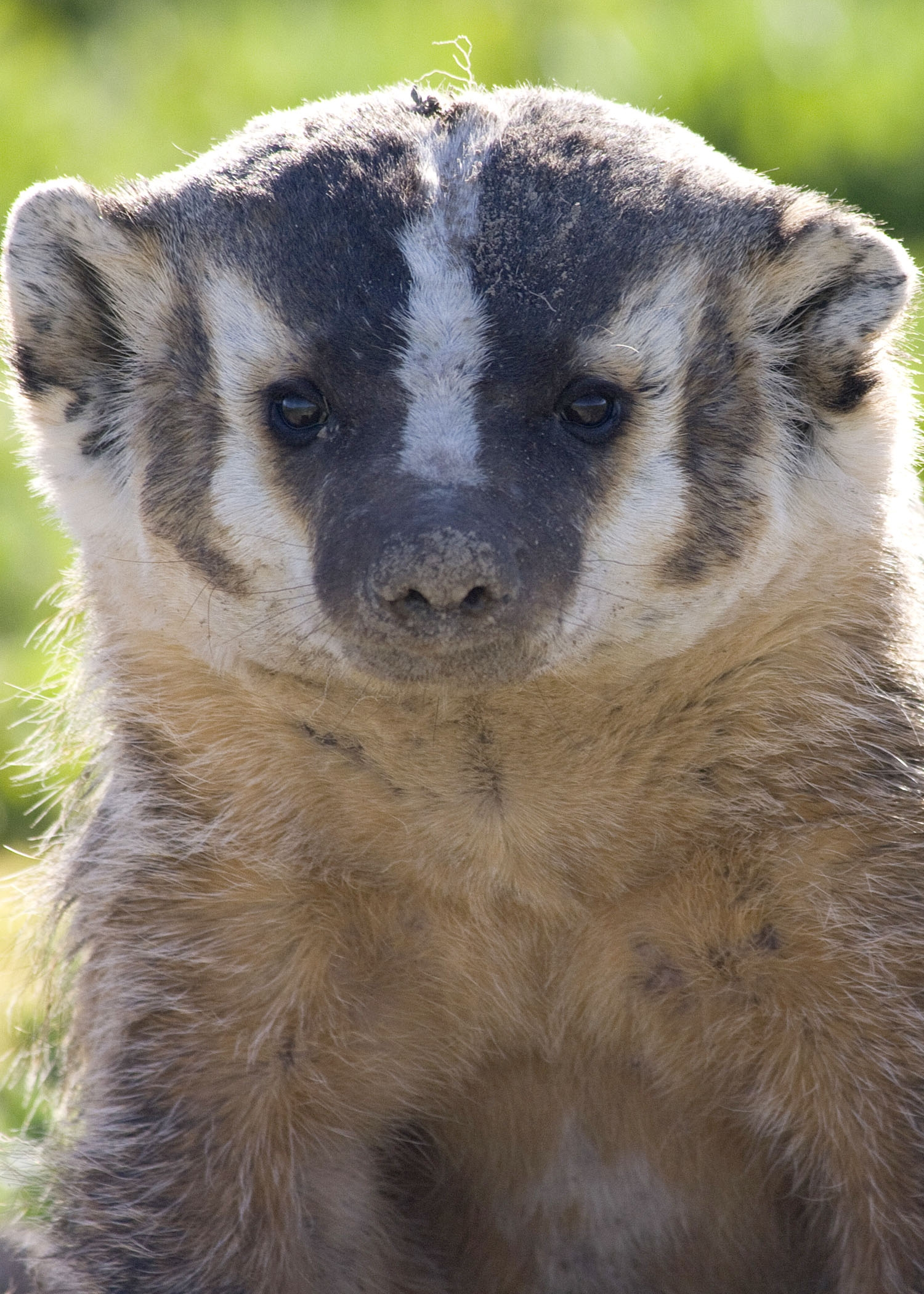
American badger

除头部外，美洲獾的身体是由灰白色，棕色，黑色和白色的毛皮或粗毛，是几乎呈棕褐色混合的外观。这样的毛皮可以在多草的生活环境中作为天然的伪装。美洲獾三角形的面部是独特的、由有规律的黑白色毛发组成的，脸颊上有棕色或黑色的“徽章”样式的色块，白色条纹从鼻子延伸到头部底部。“T. t. berlandieri”的头部白色条纹会延伸到整个身体，直到尾巴根部。

## 饮食

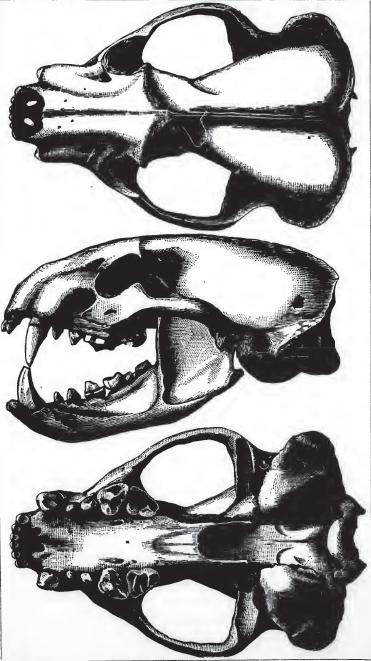
American Badger Skull

美洲獾是一种掘地的肉食动物，它们主要捕食囊鼠科动物、地松鼠、鼹鼠、旱獭属、草原犬鼠、鼠兔、林鼠属、更格卢鼠属、白足鼠属、Vole，通常会在猎物逃入洞穴时通过挖洞进入其巢穴来追击、或者用物体堵住洞口。
 
美洲獾以捕食蛇类（包括响尾蛇）出名，并且被认为是在南达科他州捕食响尾蛇的重要捕食者。 它们也会猎捕在地面筑巢的鸟类，例如崖沙燕、穴小鸮；还包括蜥蜴、两栖动物、鱼类、臭鼬、昆虫（包括蜜蜂，美洲獾也进食蜂房）、还会进食腐肉，除上述外，美洲獾还以一些植物为食，例如玉米、豌豆、绿豆、蘑菇、其他真菌、葵花籽。

## 行为

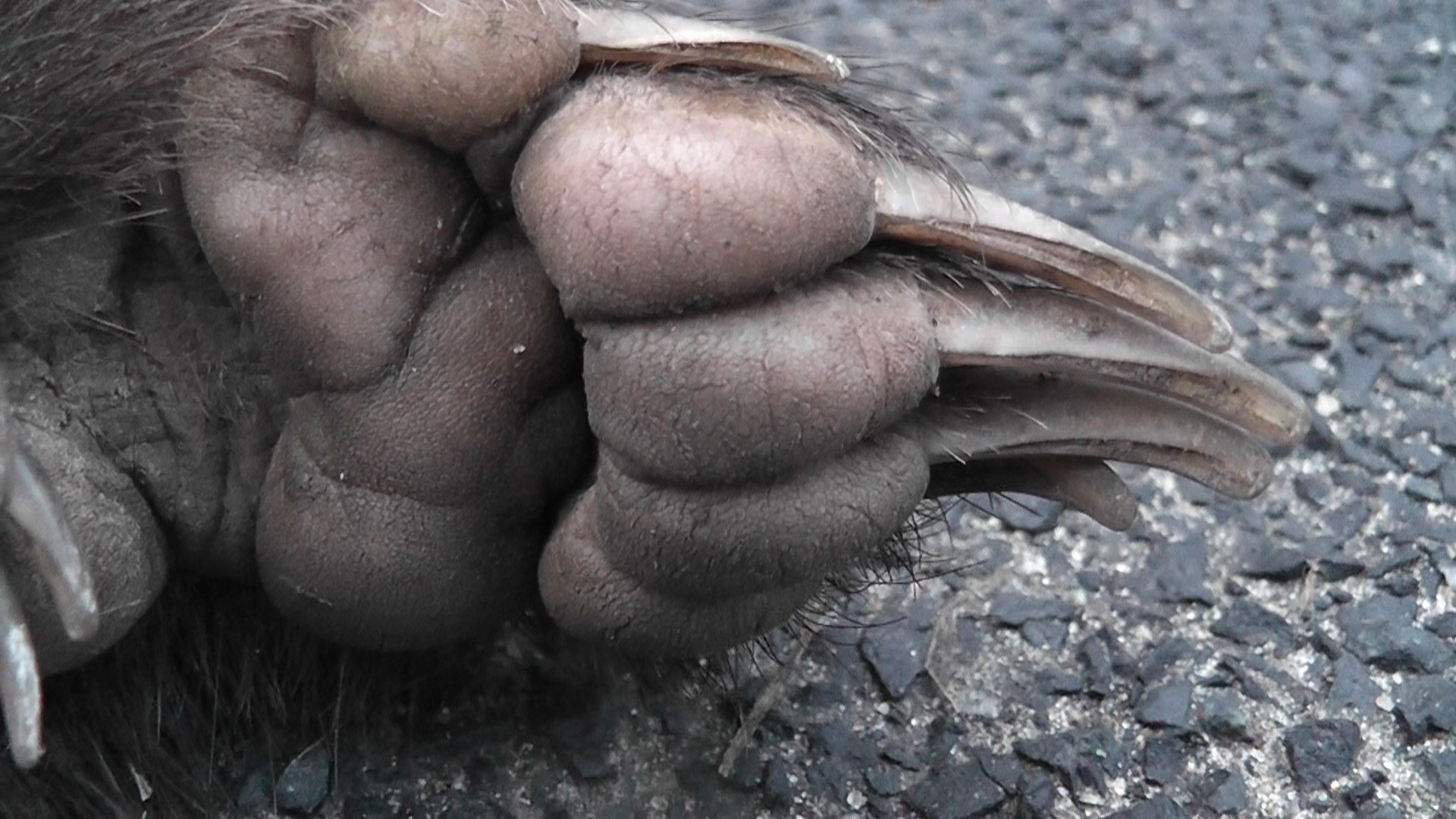
Badger forepaw with long, sharp claws. Primarily used for digging.

美洲獾通常是夜行性的，但是在距离人类的较远地区，由于受到的打扰相对地少，它们在日间也会活动。从季节来看，在三月末（通常是春天）的到五月初的日间活动的通常是雌性美洲獾，因为它们在白天要外出觅食，夜间则照看幼仔。美洲獾不冬眠，但是在冬天会变得不甚活跃。美洲獾在冬季的大多数时间可能会使身体处于蟄伏循环中，每个循环通常持持续29小时，它们在气温在冰点以上时从洞穴中出现。
美洲獾不再使用的洞穴可能被身体大小相似的哺乳动物占据，比如狐狸、臭鼬也有像穴鸮、California tiger salamander、California red-legged frog等多样的动物。美洲獾会与郊狼协作捕猎。通常这样的“结对”是一对一的，但是一项研究发现在所有的目击报告中，有9%是一只美洲獾与两只郊狼配对，1%是一只美洲獾与三只郊狼配对。研究人员发现这样的配對可以使郊狼的捕猎成功率提高33%，但是还没有发现美洲獾是如何从这样的配对中获益的。美洲獾主要在地下活动。它们在洞穴中捕猎也能消耗更少的能量。根据研究，两者猎物对其不同的反应造就了这样的配对关系。
例如一只目击到郊狼的地松鼠会钻进洞穴中逃跑，但是当其观察到獾时，则会爬出洞穴，通过速度来逃脱獾。结对捕猎利用了猎物（面对不同捕食者）的漏洞，使两种捕食者的捕猎有更大的成功几率。

## 生命周期
獾在平时是一般是独自行动的，但是在哺育季，它们会扩张自己的领地，以吸引配偶。它们通常在夏季末、秋季初时交配，一些雄性可能有两个或以上的配偶。美洲獾会Embryonic diapause，直到十一月或次年二月才怀孕。幼仔一般在次年三月末或四月初出生。 一窝可能有一到五只幼仔， 平均为三只。獾幼仔出生时，视力没有发育完全、身上长有毛发、十分无助。它们在四到六周后才能睁开眼睛。在幼仔完全断奶之前，雌性獾会用以固体食物喂食它们，这种喂食在断奶后也会持续几个星期。 美洲獾幼仔在五到六个星期大时会出洞。 一般在6月底到8月，獾家庭中的幼仔会独自开始自己的生活，这样的獾家庭就此解散。獾幼仔一般在五月下旬或六月就离开自己的母亲了。
 幼仔离开的时间通常不固定。

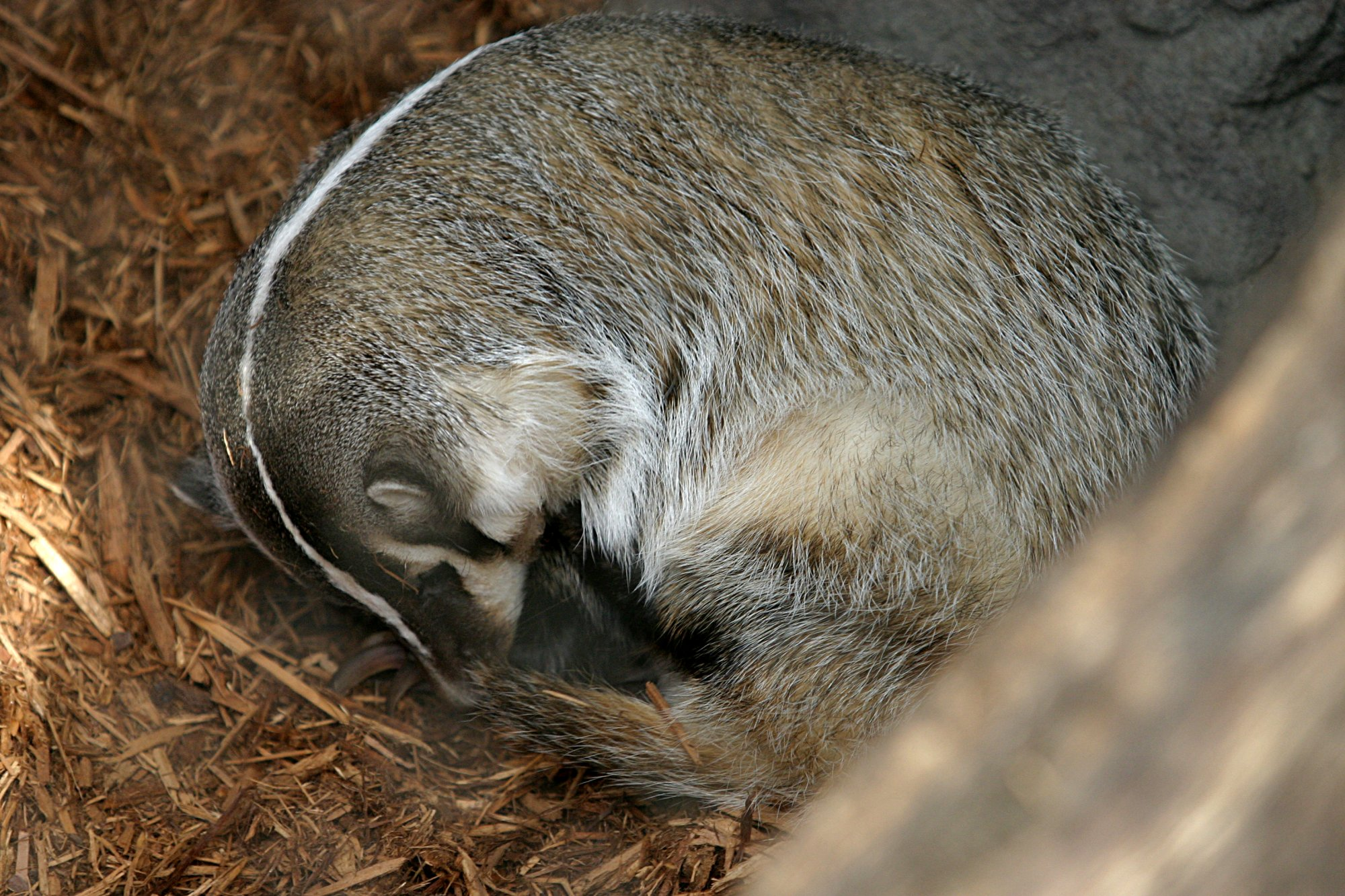
American badger at Omaha's Henry Doorly Zoo

大多数雌性獾在一年大时会第一次怀孕。少数雌性在四到五个月大时就能排卵，其中少数会怀孕。雄性大多数两年后才会交配。
大型捕食动物有时会捕杀獾。 在野外，獾最长能活9至10年，寿命最长的一只达到了14年。 一只圈养的獾的至少生活了15年零5个月。

## 栖息地
美洲獾喜草地或又草地的开阔区域，包括有着疏松的土地并有着大量啮齿动物作猎物的绿地、农场和无树区。 它们也生存在森林空地、草甸、沼泽、多灌木、炎热的沙漠以及山地草场中。有时它们也生活在最高至12,000英尺（3,700）海拔的区域，但通常它们生活在索诺兰和过渡生活区（低海拔、较针叶林区绍更暖的地区） 在亚利桑那州，它们生活在沙漠灌木丛、半沙漠草原中。 在加利福尼亚州，美洲獾能够在开阔草地与农业用地的结合区域、受保护的土地和开阔地里生存，甚至在区域和州及国家公园土地与草原栖息地中也能见到它们的身影。在索诺玛县，獾的种群包括在索诺玛海岸附近的私人土地、在南索诺玛艰难生存的一小群獾。獾有时被发现在常绿阔叶灌丛（少于50
%植被覆盖）以及河岸区域中生活。通常獾不会生活在浓密常绿阔叶灌丛中。
在马尼托巴的白杨树林中，曾经由于当地Richardson's ground squirrel数量很多，所以美洲獾数量也相应地变多了。
在安大略省，它们主要生活于该省的西南部，活动范围受限于在伊利湖的北岸，此开放区域通常与农业开发有关，并且也是林地边缘。有在布鲁斯 - 格雷地区发现美洲獾的报道。

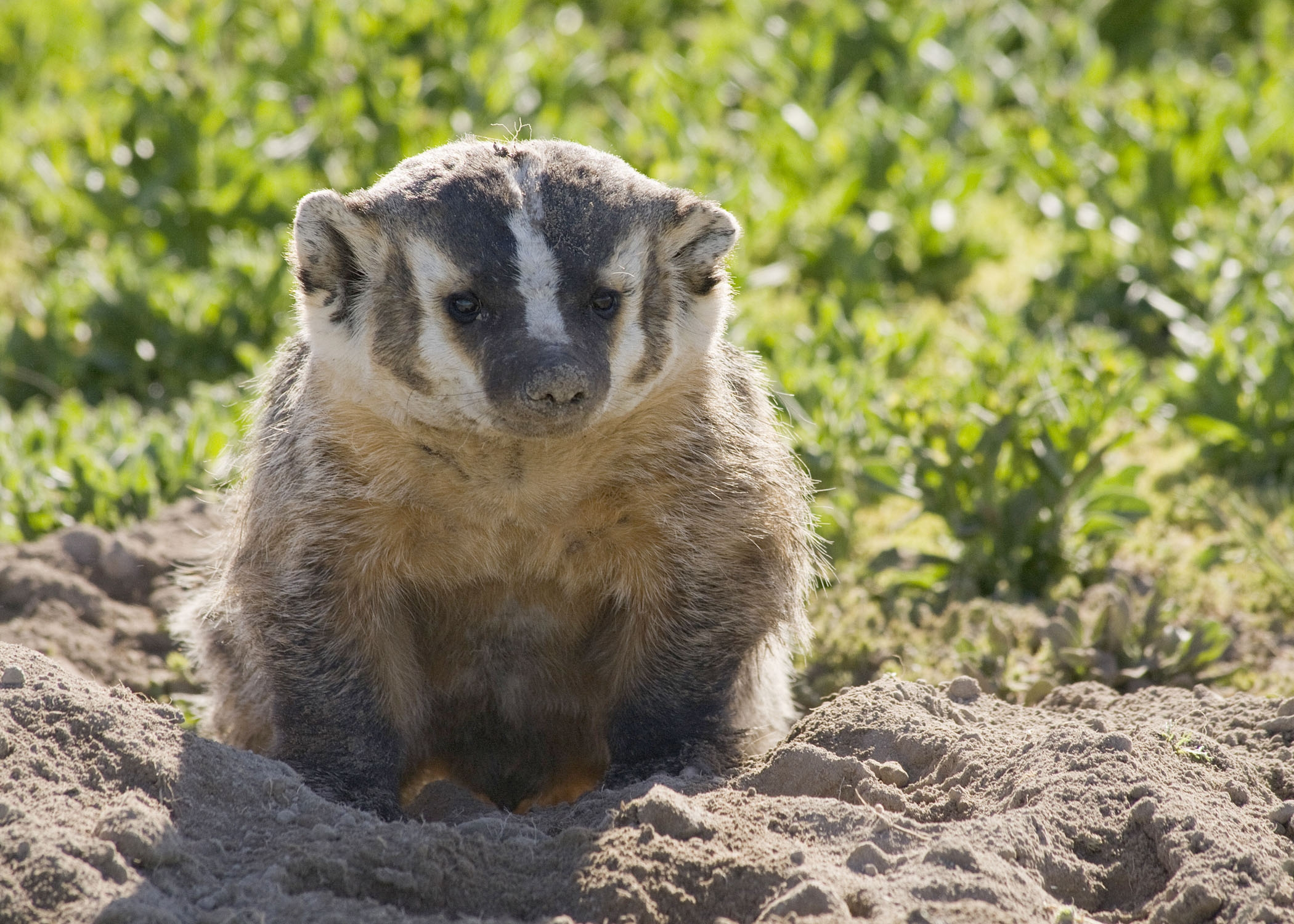
俄勒冈州东部的山艾树沙漠中可以发现獾。

美洲獾的巢域随着季节和性别的不同而变化。巢域中被使用的不同的区域在不同的季节随着猎物的出没而变化。雄性有着比雌性更大的巢域。一项在1972年的研究表明，radiotransmitter-tagged的美洲獾一年中平均的巢域为2,100英畝（850公頃）；在夏季雌性为1,790英畝（720公頃）、秋季为131英畝（53公頃）、冬季为5英畝（2.0公頃）。 
Lindzey 报告中指出平均巢域为667至1,550 acre（270至627 ha）。
犹他州灌木草原的美国獾密度估计为每2.6 km2一个，其中有十个巢穴处于活动中或最近被使用过。
在2014年，美洲獾数量的过度增长导致其个体占有的巢域缩小，猎物数量也是如此。这引起了獾进入人类的领地觅食。在索诺玛县有直接目击的报告。根据獾觅食目击的报告大致能推测出其栖息地范围大约在0.8公里到大约6.4公里。这样大小的范围内是否有水源、猎物活动时称为獾理想的栖息地并使其存活的关键因素。在被确定为栖息地的区域和保护区中，整年都有獾的活动。此外可以观察的活动迹象还有：有规律的巢穴、雌性獾哺育幼仔，上述两种迹象是美洲獾生存的关键。

### （美洲獾生活的）植物群落
美洲獾通常生活在无树地区，包括高、矮草草原、在森林中由草占主导的沼泽、田地、灌木草原。在（美国）西南部的索诺兰和过渡地带（相对低海拔的干燥地区），通常包括下列植物：creosotebush（Larrea tridentata，学名，下同）、junipers（Juniperus，亚种）、gambel oak（Quercus gambelii）、willows（Salix，亚种）、cottonwoods（Populus，亚种）、ponderosa pine（西黄松）、草类、sagebrushes （Artemisia，亚种）。
在1977年的科罗拉多州，美洲獾在"草地（通常有forb（参考Forb）和黄松）"中很常见 
在堪萨斯州，美洲獾生活在大须芒草（Andropogongerardi）、小须芒草（Schizachyrium scoparium）以及Indian grass（Sorghastrum nutans）主导的高草草地中。
24年前，在蒙大拿州，美洲獾出现在位于Glacier National Park的fescue（Festuca，亚种）植物群落中。 在马尼托巴省，美洲獾生活在长有aspen（Populus，亚种）的草地中。

### 躲藏需求
美洲獾在休息、隐蔽、躲避极端气候、产后的巢穴都需要合适的遮蔽物。它们有时会简单扩建鼹鼠或其他猎物或动物的洞穴。通常巢穴有1.21至3米深、1.21至1.82米宽。雌性美洲獾可能会建造2至4个巢穴，并且接近一个连接着这些洞穴的隧道，隧道可以用来隐蔽幼仔并确保其安全。美洲獾会将从洞穴中挖出的泥土堆在洞穴入口处，这样成了一种明显的特征。从远处看，能够发现像小土丘一般的“屋顶”，这便是美洲獾洞穴的入口；小丘下即美洲獾活动、躲藏的地方。
在夏季和秋季，美洲獾外出会变多。随着十一月交配季节的到来，美洲獾每天将1至3个猎物的洞穴改造为自己使用的，美洲獾可能仅仅使用一个星期这样的洞穴，便将其抛弃了；尽管这样，还是有獾之后会回来，可能还会有一些小动物临时使用上述洞穴。在猎物丰富的地区，猎物也有可能会重新使用洞穴。 特别是在秋季，一天中这样的过程会重复很多次。在冬季，一个洞穴通常会被一直使用知道冬季结束。

## 被捕猎
虽然美洲獾攻击性强，仅有少数天敌，但是在其栖息地中仍存在一些能将其捕杀的动物。美洲獾中小个体可能被金雕、郊狼、美洲狮、短尾猫捕杀。
熊和狼有时也将美洲獾作为猎物。
人类有时会使用动物陷阱捕捉美洲獾来搜集其毛皮，这些毛皮会作为毛刷和画笔。

## 保护状况
2000年五月，Canadian Species at Risk Act组织将Taxidea taxus jacksoni和T. t. jeffersonii亚种均列入加拿大濒危生物名单。 
The California Department of Fish and Game认定美洲獾为California species of special concern。

## 特徵

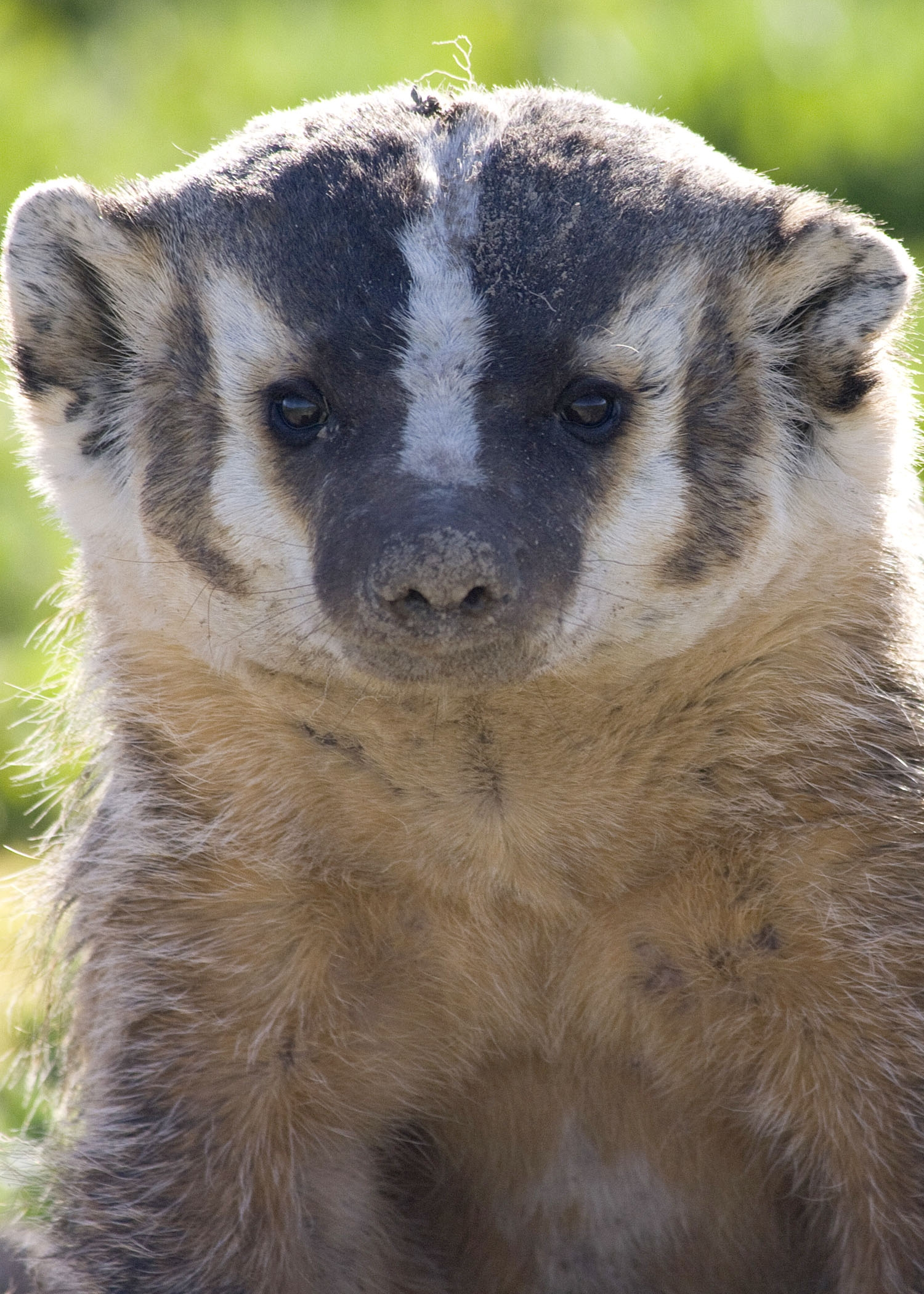
動物園裏的美洲獾

美洲獾體色為灰色或紅色，喉部為白色，臉部有黑色塊，腿短，前爪長而鋒利，后爪較短。從頭到尾的長度為52-87釐米，其中尾長10-16釐米，通常體重在4-12公斤之間。雄美洲獾明顯比雌美洲獾大許多，北方的美洲獾也要比南方的大。

## 習性
主要以地松鼠、家鼠和其他小型哺乳動物為食，也吃鳥類、蛇類和昆蟲，善於挖洞。晚上較活躍，但白天有時也會出來活動。不冬眠，但冬天活動較少，一般只在相對溫暖的天氣裏出外活動。
一般為獨居動物，只在交配季節尋找交配夥伴，一頭雄美洲獾可以與多頭雌美洲獾交配，交配季節為夏季，深冬產仔，幼獾出生在地下的洞穴中。一胎可產一到五仔。

## 數量

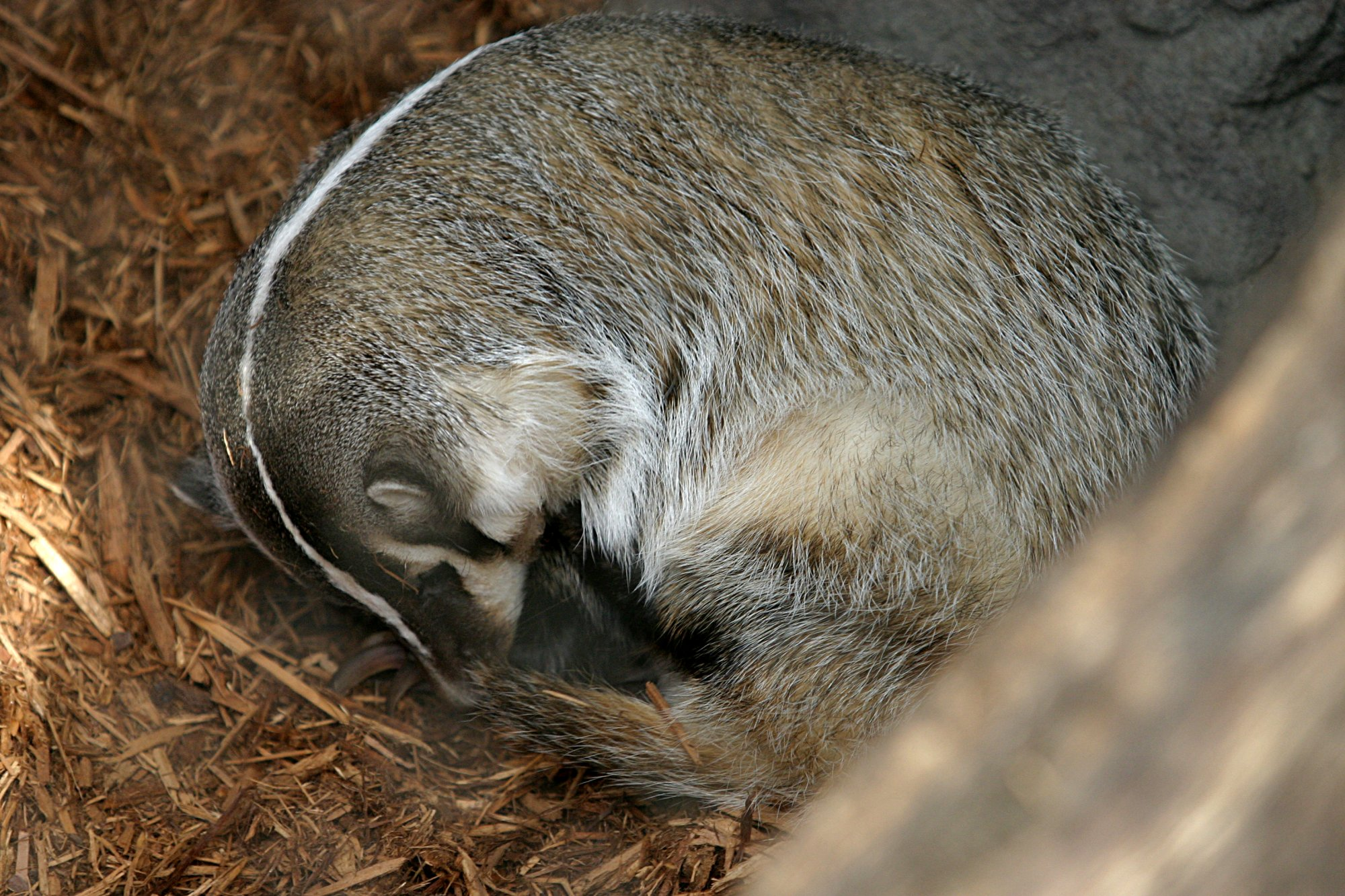
動物園裏的美洲獾

除了人類以外，美洲獾少有天敵，由於農地的開發，美洲獾的數量呈下降趨勢。